# Barbara Gizanka
Barbara Gizanka, Barbara Giżanka (ur. ok. 1550 w Warszawie, zm. w maju 1589) – faworyta Zygmunta II Augusta. Córka Jana Gizy, warszawskiego mieszczanina, kupca i lichwiarza oraz Anny.

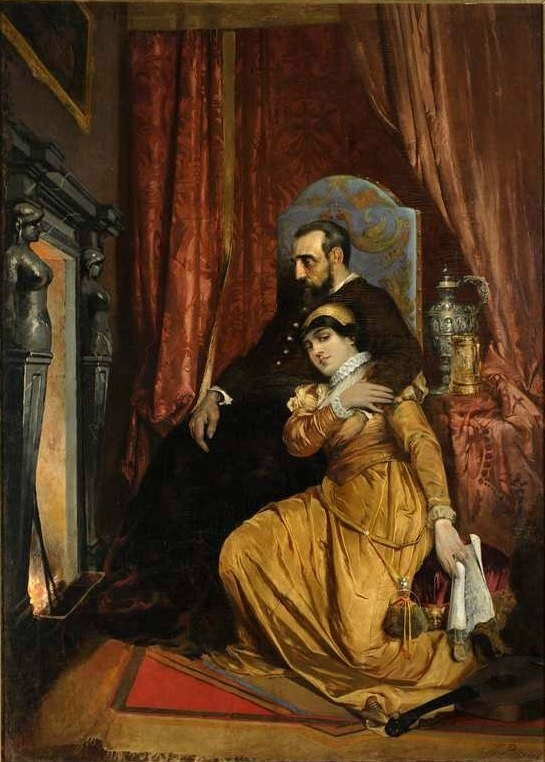
Zygmunt August i Barbara Giżanka w wyobrażeniu Tadeusza Popiela.

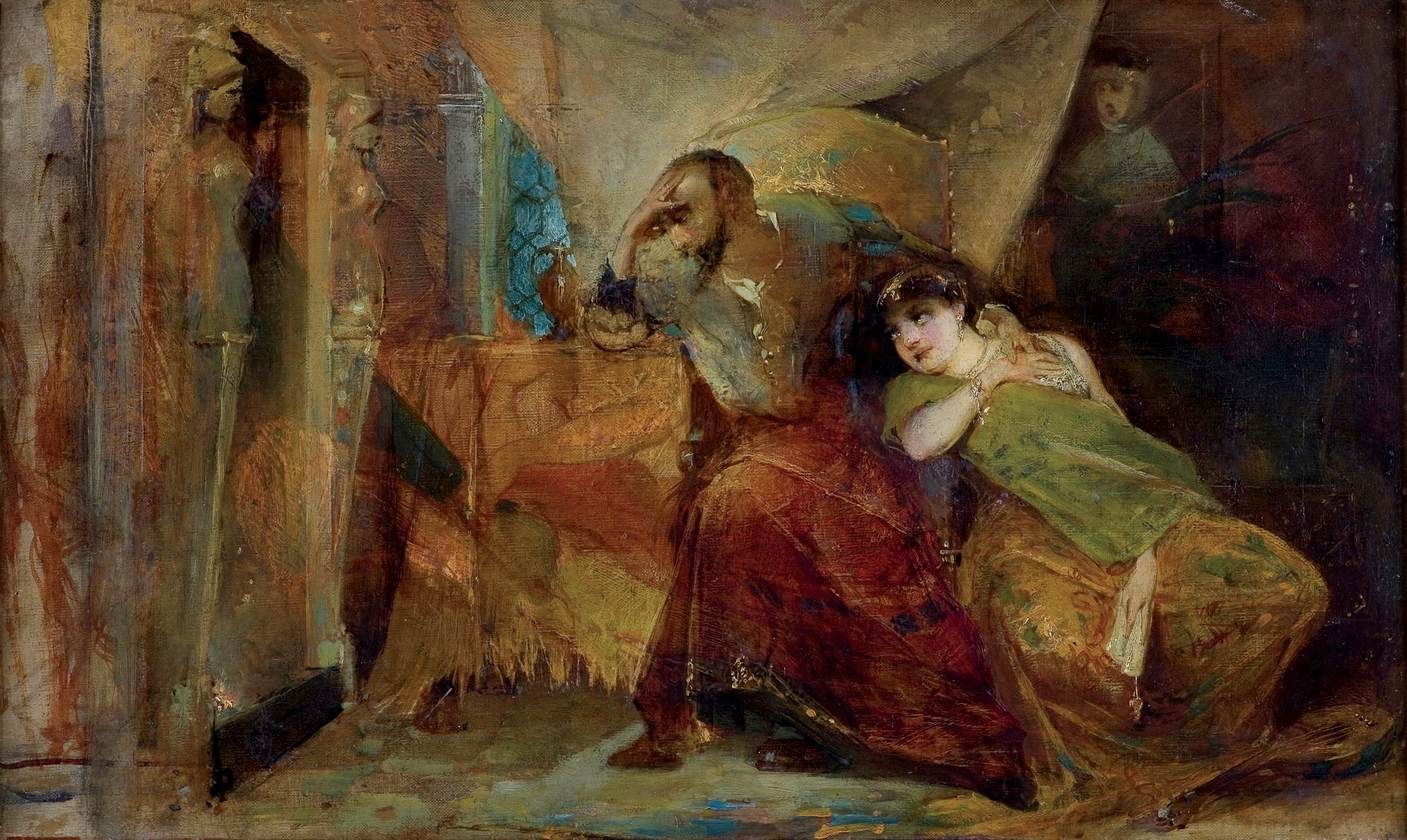
Zygmunt August i Barbara Giżanka, Maurycy Gottlieb, olej na płótnie, około 1874 roku.

## Życiorys
Według tradycji przyszła na świat w kamienicy przy ulicy Świętojańskiej 5. Pochodziła z warszawskiej rodziny patrycjuszowskiej pochodzącej z Frankonii. Miała siostrę, która była żoną Krzysztofa Szawłowskiego. Wychowywała się w klasztorze panien bernardynek poza Warszawą. Młodą Barbarę poznał królewski pokojowiec, Mikołaj Mniszech. Widzenia z Gizanką ułatwiał mu kupiec żydowski Egidius. Mniszech odwiedzał Barbarę w przebraniu mniszki. Okoliczności w jakich Barbara poznała króla nie są znane. Prawdopodobnie Mniszchowie wykorzystali podobieństwo Gizanki do zmarłej królowej Barbary Radziłłówny, aby zyskać wpływ na króla. Najprawdopodoniej Gizanka poznała Zygmunta pod koniec 1570, jednak według śledztwa przeprowadzonego po śmierci króla, Barbara została przyprowadzona do króla 6 stycznia 1571.
Osiem miesięcy później, 8 września 1571 wydała na świat córkę, Barbarę. Szlachta nie wierzyła w ojcostwo króla, jednak Zygmunt nie zwracał uwagi na głosy przeciwnego mu dworu. Po wydaniu na świat córki, Barbara stała się nieodłączną towarzyszką króla. Jednak mimo związku z Gizanką, król nie zaprzestał romansu z Anną Zajączkowską, która przebywała w Witowie. Król obdarował Gizankę 20 tysiącami czerwonych złotych oraz urządził dla niej pałac w Bronowie.
Dzięki wstawiennictwu Barbary, podkanclerzy Franciszek Krasiński otrzymał sakrę biskupa krakowskiego, zaś marszałek wielki koronny Jan Firlej urząd wojewody krakowskiego. Po śmierci żony króla, Katarzyny Habsburżanki krążyły plotki, jakoby Zygmunt chciał poślubić Gizankę. W czerwcu 1572 Barbara wyjechała wraz z kochankiem do Knyszyna, gdzie 7 lipca Zygmunt zmarł w wieku 52 lat.
Przed 14 lipca 1573 Barbara wyszła za mąż za kniazia wołyńskiego Michała Woronieckiego. Z małżeństwa Gizanki i Woronieckiego pochodziło sześcioro dzieci:
- Mikołaj (zm. po 1601),
- Stefan (zm. po 1614) – ksiądz,
- Jakub (zm. po 1621),
- Florian Tomasz (ur. 1586, zm. po 5 czerwca 1615) – dominikanin warszawski,
- Katarzyna (zm. po 1592) – żona Jakuba Pilchowskiego,
- Anna (zm. po 1614) – żona Jana Kosińskiego.